# Версхарен, Яри
Яри Версхарен (нидерл. Yari Verschaeren; родился 12 июля 2001 года в Антверпене, Бельгия) — бельгийский футболист, полузащитник клуба «Андерлехт» и сборной Бельгии.

## Клубная карьера
Версхарен — воспитанник клуба «Андерлехт». 25 ноября 2018 года в матче против «Сент-Трюйдена» он дебютировал в Жюпиле лиге, в возрасте 17 лет. 27 января 2019 года в матче против «Эйпена» Яри забил свой первый гол за «Андерлехт». 

## Международная карьера
В 2018 году в составе юношеской сборной Бельгии Версхарен принял участие в юношеском чемпионате Европы в Англии. На турнире он сыграл в матчах против команд Боснии и Герцеговины и Дании.
В 2019 году в составе молодёжной сборной Бельгии Версхарен принял участие в молодёжном чемпионате Европы в Италии и Сан-Марино. На турнире он сыграл в матчах против команд Польши и Италии. В поединке против итальянцев Яри забил гол. 
9 сентября 2019 года в отборочном матче чемпионата Европы 2020 против сборной Шотландии Версхарен дебютировал за сборную Бельгии. 10 сентября в отборочном поединке против сборной Сан-Марино Яри забил свой первый гол за национальную команду.

### Голы за сборную Бельгии
| #   | Дата            | Место                                     | Противник  | Счёт | Результат | Соревнование                       |
| --- | --------------- | ----------------------------------------- | ---------- | ---- | --------- | ---------------------------------- |
| 01. | 10 октября 2019 | Стадион короля Бодуэна, Брюссель, Бельгия | Сан-Марино | 8:0  | 9:0       | Чемпионат Европы 2020 квалификация |